# Wereldkampioenschappen biatlon 2007
De wereldkampioenschappen biatlon 2007 werden van 2 tot 11 februari 2007 gehouden in het Italiaanse Antholz.
Voor het eerst maakte de gemengde estafette deel uit van het officiële WK-programma.

## Medaillewinnaars

### Sprint
| #      | Land | Atleet               | Detail        |
| ------ | ---- | -------------------- | ------------- |
| Goud   | NOR  | Ole Einar Bjørndalen | 26.18,8 (0-1) |
| Zilver | CZE  | Michal Šlesingr      | 26.33,6 (0-0) |
| Brons  | UKR  | Andriy Deryzemlya    | 26.44,6 (0-0) |

| #      | Land | Atleet              | Detail        |
| ------ | ---- | ------------------- | ------------- |
| Goud   | GER  | Magdalena Neuner    | 22.46,9 (1-1) |
| Zilver | SWE  | Anna Carin Olofsson | 22.49,2 (1-1) |
| Brons  | RUS  | Natalja Goeseva     | 23.06,5 (0-1) |

### Achtervolging
| #      | Land | Atleet               | Detail             |
| ------ | ---- | -------------------- | ------------------ |
| Goud   | NOR  | Ole Einar Bjørndalen | 32.21,27 (1-0-1-0) |
| Zilver | RUS  | Maxim Tsjoedov       | 33.31,07 (1-0-2-0) |
| Brons  | FRA  | Vincent Defrasne     | 33.31,14 (0-0-1-0) |

| #      | Land | Atleet              | Detail             |
| ------ | ---- | ------------------- | ------------------ |
| Goud   | GER  | Magdalena Neuner    | 33.01,61 (1-0-1-2) |
| Zilver | NOR  | Linda Grubben       | 33.08,70 (0-1-0-0) |
| Brons  | SWE  | Anna Carin Olofsson | 33.09,25 (2-0-1-2) |

### Individueel
| #      | Land | Atleet          | Detail            |
| ------ | ---- | --------------- | ----------------- |
| Goud   | FRA  | Raphaël Poirée  | 56.14,6 (0-0-0-0) |
| Zilver | GER  | Michael Greis   | 56.41,4 (0-1-0-1) |
| Brons  | CZE  | Michal Šlesingr | 56.52,0 (0-2-0-0) |

| #      | Land | Atleet                  | Detail            |
| ------ | ---- | ----------------------- | ----------------- |
| Goud   | NOR  | Linda Grubben           | 46.24,3 (0-0-0-0) |
| Zilver | FRA  | Florence Baverel-Robert | 47.30,8 (0-0-0-0) |
| Brons  | GER  | Martina Glagow          | 47.59,9 (1-0-0-0) |

### Massastart
| #      | Land | Atleet             | Detail             |
| ------ | ---- | ------------------ | ------------------ |
| Goud   | GER  | Michael Greis      | 37.52,12 (0-0-2-0) |
| Zilver | GER  | Andreas Birnbacher | 38.07,55 (0-0-0-0) |
| Brons  | FRA  | Raphaël Poirée     | 38.20,21 (1-0-0-0) |

| #      | Land | Atleet         | Detail             |
| ------ | ---- | -------------- | ------------------ |
| Goud   | GER  | Andrea Henkel  | 37.13,18 (1-0-1-0) |
| Zilver | GER  | Martina Glagow | 37.17,76 (1-0-0-0) |
| Brons  | GER  | Kati Wilhelm   | 37.23,75 (0-1-1-0) |

### Estafette
| #      | Land/atleten                                                               | Detail (liggend/staand)                            |
| ------ | -------------------------------------------------------------------------- | -------------------------------------------------- |
| Goud   | Rusland Ivan Tsjerezov Maxim Tsjoedov Dmitri Jarosjenko Nikolaj Kroeglov   | 1:14.36,16 (0-0/0-0) (0-0/0-1) (0-0/0-0) (0-0/0-0) |
| Zilver | Noorwegen Halvard Hanevold Lars Berger Frode Andresen Ole Einar Bjørndalen | 1:15.36,64 (0-2/0-1) (0-2/0-2) (0-0/1-3) (0-0/0-1) |
| Brons  | Duitsland Ricco Groß Michael Rösch Sven Fischer Michael Greis              | 1:16.08,85 (0-0/1-3) (0-1/1-3) (0-1/0-2) (0-0/0-3) |

| #      | Land/atleten                                                                      | Detail (liggend/staand)                            |
| ------ | --------------------------------------------------------------------------------- | -------------------------------------------------- |
| Goud   | Duitsland Martina Glagow Andrea Henkel Magdalena Neuner Kati Wilhelm              | 1:14.19,13 (0-0/0-1) (0-2/0-1) (0-0/0-3) (0-0/0-0) |
| Zilver | Frankrijk Florence Baverel-Robert Delphyne Peretto Sylvie Becaert Sandrine Bailly | 1:15.26,96 (0-1/0-2) (0-1/1-3) (0-0/0-0) (0-0/0-0) |
| Brons  | Noorwegen Tora Berger Ann Kristin Flatland Jori Mørkve Linda Grubben              | 1:15.48,86 (0-0/1-3) (0-0/0-2) (0-0/0-0) (0-0/0-1) |

### Gemengde estafette
| #      | Land/atleten                                                                      | Detail (liggend/staand)                            |
| ------ | --------------------------------------------------------------------------------- | -------------------------------------------------- |
| Goud   | Zweden Helena Jonsson Anna Carin Olofsson Björn Ferry Carl Johan Bergman          | 1:20.04,75 (0-1/0-1) (0-1/0-2) (0-2/0-3) (0-2/0-1) |
| Zilver | Frankrijk Florence Baverel-Robert Sandrine Bailly Vincent Defrasne Raphaël Poirée | 1:20.32,33 (0-0/0-0) (0-1/0-1) (0-0/0-0) (0-0/0-0) |
| Brons  | Noorwegen Tora Berger Jori Mørkve Emil Hegle Svendsen Frode Andresen              | 1:20.41,15 (0-1/0-1) (0-0/0-1) (0-1/0-1) (0-3/0-3) |

Saalfelden 1958 · 
Courmayeur 1959 ·
Umea 1961 ·
Hämeenlinna 1962 ·
Seefeld 1963 ·
Elverum 1965 ·
Garmisch-Partenkirchen 1966 ·
Altenberg 1967 ·
Zakopane 1969 ·
Östersund 1970 ·
Hämeenlinna 1971 ·
Lake Placid 1973 ·
Minsk 1974 ·
Antholz 1975 ·
Antholz 1976 ·
Vingrom 1977 ·
Hochfilzen 1978 ·
Ruhpolding 1979 ·
Lahti 1981 ·
Minsk 1982 ·
Antholz 1983 ·
Chamonix 1984 ·
Egg am Etzel / Ruhpolding 1985 ·
Falun / Oslo 1986 ·
Lahti / Lake Placid 1987 ·
Chamonix 1988 ·
Feistritz 1989 ·
Minsk / Olso / Kontiolahti 1990 ·
Lahti 1991 ·
Novosibirsk 1992 ·
Borovec 1993 ·
Canmore 1994 ·
Antholz 1995 ·
Ruhpolding 1996 ·
Brezno-Osrblie 1997 ·
Pokljuka / Hochfilzen 1998 ·
Kontiolahti / Oslo 1999 ·
Oslo / Lahti 2000 ·
Pokljuka 2001 ·
Oslo 2002 ·
Chanty-Mansiejsk 2003 ·
Oberhof 2004 ·
Hochfilzen / Chanty-Mansiejsk 2005 ·
Pokljuka 2006 ·
Antholz 2007 ·
Östersund 2008 ·
Pyeongchang 2009 ·
Chanty-Mansiejsk 2010 ·
Chanty-Mansiejsk 2011 ·
Ruhpolding 2012 ·
Nové Město 2013 ·
Kontiolahti 2015 ·
Oslo 2016 ·
Hochfilzen 2017 ·
Östersund 2019 ·
Antholz 2020 ·
Pokljuka 2021 ·
Oberhof 2023 ·
Nové Město 2024 ·
Lenzerheide 2025